# Elecciones presidenciales de Ecuador de 1952
Las elecciones presidenciales de Ecuador de 1952 fue el proceso electoral el cual tuvo por objetivo la elección de un nuevo Presidente Constitucional y Vicepresidente Constitucional de la República del Ecuador.

## Antecedentes
Fueron las segundas elecciones bajo la Constitución de 1946. Se realizaron el 1 de junio de 1952., en un ambiente de paz y democrático gracias a la no intervención del presidente Galo Plaza al no apoyar a ningún candidato.

## Desarrollo
Participaron en las elecciones presidenciales de 1952: Velasco apoyado por el Frente Nacional Velasquista, coalición electoral conformada por el Movimiento Velasquista, CFP, ARNE, y disidentes conservadores y liberales. 
Ruperto Alarcón por el Partido Conservador. José Ricardo Chiriboga por el Partido Liberal Radical Ecuatoriano y el marqués de San José, Modesto Larrea Jijón, por Alianza Democrática Nacional.
Velasco triunfó con 159.259 votos. Ruperto Alarcón tuvo 116.870, José Ricardo Chiriboga, 66.771 y Modesto Larrea Jijón, 18.125 votos.
Velasco Ibarra ganó por tercera vez la presidencia asumiendo el cargo el 1 de septiembre de 1952.

## Candidatos
| Partido / Movimiento | Partido / Movimiento | Partido / Movimiento | Presidente                               | Cargos importantes                                 | Vicepresidente                    | Cargos Importantes                                                |
| -------------------- | -------------------- | --- | ---------------------------------------- | -------------------------------------------------- | --------------------------------- | ----------------------------------------------------------------- |
| 1                    |                      | Partido Conservador Ecuatoriano | Ruperto Alarcón Falconí (PCE)            | Presidente de la Cámara de Diputados (1950)        | Cristóbal Azúa Robles (PCE)       | Alcalde de Portoviejo (1949 - 1953)                               |
| 2                    |                      | Partido Liberal Radical Ecuatoriano | José Ricardo Chiriboga Villagómez (PLRE) | Alcalde de Quito (1949 - 1953)                     | Augusto Alvarado Olea (PLRE)      | Vicepresidente Interino de la República (1949)                    |
| 3 A                  |                      | Alianza Democrática Nacional: - Partido Socialista Ecuatoriano - Liberales independientes                                                            | Modesto Larrea Jijón (PSE)               | Ministro de Gobierno (1925-1926) / (1932)          | Clodoveo Alcívar Zevallos (Ind.)  | Ministro de Previsión Social y Trabajo (1950 - 1951)              |
| 10 4 5               |                      | Frente Nacional Velasquista: - Federación Nacional Velasquista - Concentración de Fuerzas Populares - Acción Revolucionaria Nacionalista Ecuatoriana | José María Velasco Ibarra (FNV)          | Presidente de la República (1934-1935) (1944-1947) | Alfredo Chiriboga Chiriboga (FNV) | Diputado por Chimborazo (1920 - 1924) (1944 - 1945) (1946 - 1947) |

## Resultados
Velasco Ibarra se convirtió en el primer presidente en ser electo para ejercer la presidencia por cuarta vez.
| Partido | Partido                                        | Binomio Presidencial                                      | Votos   | %      |
| ------- | ---------------------------------------------- | --------------------------------------------------------- | ------- | ------ |
| 10 4 5  | Frente Nacional Velasquista (FNV - CFP - ARNE) | José María Velasco Ibarra / Alfredo Chiriboga             | 159.259 | 44.11% |
| 1       | Partido Conservador Ecuatoriano                | Ruperto Alarcón Falconí / Cristóbal Azúa Robles           | 116.870 | 32.37% |
| 2       | Partido Liberal Radical Ecuatoriano            | José Ricardo Chiriboga Villagómez / Augusto Alvarado Olea | 66.771  | 18.49% |
| 3 A     | Alianza Democrática Nacional (PSE)             | Modesto Larrea Jijón / Clodoveo Alcívar Zevallos          | 18.125  | 5.03%  |

### Resultados a nivel provincial
| Provincias           | José María Velasco Ibarra | Ruperto Alarcón | José Ricardo Chiriboga | Modesto Larrea |
| -------------------- | ------------------------- | --------------- | ---------------------- | -------------- |
| Azuay                | 28,5%                     | 63,5%           | 2,2%                   | 5,7%           |
| Bolívar              | 25,2%                     | 45,4%           | 16,2%                  | 13,2%          |
| Cañar                | 22,1%                     | 71,2%           | 3,8%                   | 2,9%           |
| Carchi               | 5,2%                      | 54,7%           | 28,7%                  | 11,4%          |
| Cotopaxi             | 24,4%                     | 48,7%           | 24,2%                  | 2,7%           |
| Chimborazo           | 53,7%                     | 35,5%           | 8,0%                   | 2,8%           |
| El Oro               | 66,0%                     | 24,6%           | 7,5%                   | 1,9%           |
| Esmeraldas           | 7,6%                      | 3,2%            | 58,4%                  | 30,9%          |
| Guayas               | 81,2%                     | 8,0%            | 8,0%                   | 2,8%           |
| Imbabura             | 17,7%                     | 51,9%           | 18,9%                  | 11,5%          |
| Loja                 | 47,8%                     | 37,0%           | 11,1%                  | 4,1%           |
| Los Ríos             | 79,7%                     | 7,8%            | 10,7%                  | 1,7%           |
| Manabí               | 46,0%                     | 16,1%           | 32,2%                  | 5,7%           |
| Pichincha            | 26,7%                     | 34,2%           | 35,7%                  | 3,5%           |
| Tungurahua           | 40,3%                     | 46,5%           | 12,2%                  | 1,0%           |
| Amazonía y Galápagos | 49,3%                     | 38,8%           | 9,0%                   | 2,9%           |

Fuente: